# Lani Wittevrongel
Lani Wittevrongel (Brugge, 12 juli 2004) is een Belgisch baan- en wegwielrenster.

## Carrière
Als juniore won Wittevrongel in 2022 op de baan een gouden medaille bij het Europese kampioenschap. Datzelfde jaar kwam ze tot een tweede plaats bij het omnium op de Belgische kampioenschappen baanwielrennen. Op het nationale kampioenschap behaalde ze in 2024 haar eerste gouden medailles; drie in totaal. Tevens nam ze in dat jaar voor het eerst deel aan de EK en WK bij de elite. Bij de EK 2024 reed ze de scratch waar ze zilver won, ze moest haar meerdere erkennen in de Franse Clara Copponi.
In 2023 en 2024 reed Wittevrongel bij de Belgische wielerploeg Duolar-Chevalmeire, per 2025 stapte ze over naar Lotto Ladies. In 2024 nam ze voor het eerst deel aan een UCI Women's World Tour-wedstrijd, ze finishte als 81e in de Classic Brugge-De Panne. Een jaar later reed ze in het voorjaar ook de wedstrijden Omloop Het Nieuwsblad en Luik-Bastenaken-Luik voor het eerst.

## Palmares

### Baanwielrennen
| Jaar        | BK | EK                          | WK          | Overige     |
| Als juniore | Als juniore | Als juniore                 | Als juniore | Als juniore |
| ----------- | --- | --------------------------- | ----------- | ----------- |
| 2022        | | scratch                     |             |             |
| Als belofte | |                             |             |             |
| 2024        | | 5e afvalkoers 9e scratch    |             |             |
| Als elite   | |                             |             |             |
| 2022        | omnium |                             |             |             |
| 2023        | januari: · scratch · puntenkoers · 4e omnium · 6e afvalkoers · november: · omnium · puntenkoers · scratch · december: · koppelkoers · 5e afvalkoers · 6e achtervolging · 6e tijdrit |                             |             |             |
| 2024        | afvalkoers · koppelkoers · omnium · puntenkoers · 4e scratch | scratch                     | 21e scratch |             |
| 2025        | 4e tijdrit | 11e puntenkoers 17e scratch |             |             |

### Wegwielrennen
2021
 Belgisch kampioenschap op de weg, junioren

#### Resultaten in voornaamste wedstrijden
|      | \| Jaar \| Luik-Bast.‑Luik \| \| ---- \| --------------- \| \| 2025 \| opgave \| |
| Jaar | Luik-Bast.‑Luik                                                                  |
| 2025 | opgave                                                                           |

## Ploegen
- 2023 –  Duolar-Chevalmeire
- 2024 –  Chevalmeire
- 2025 –  Lotto Ladies

Arens · Bénézet Minns · Boels · De Clercq · De Keersmaeker · Docx · Gielkens · Hendrickx · Hinojosa · Nicolaes · Saugrain · Seynave · Teutenberg · Vervloet · van Wersch · Wittevrongel